# Nyàmera

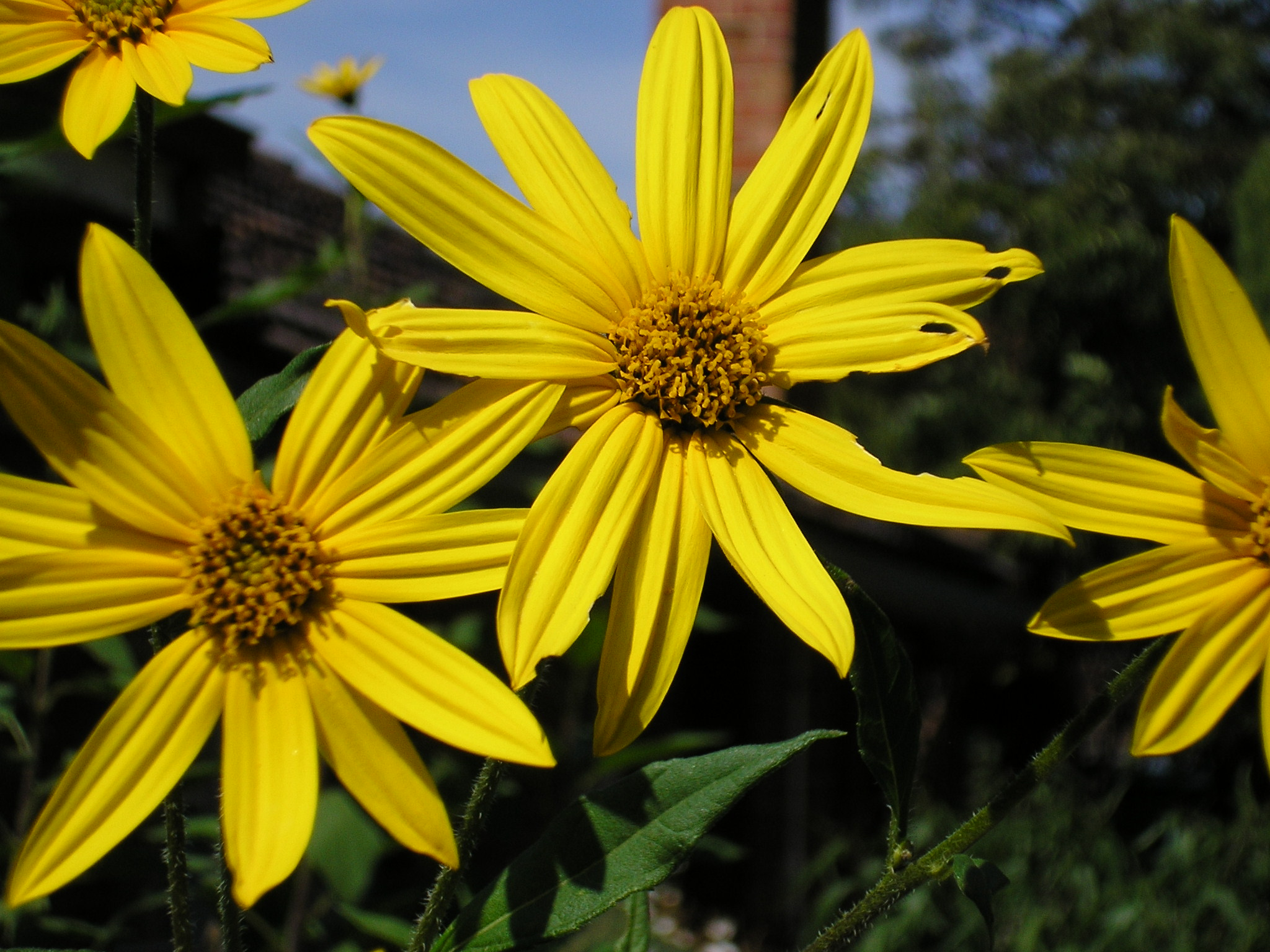
Flors de nyàmera

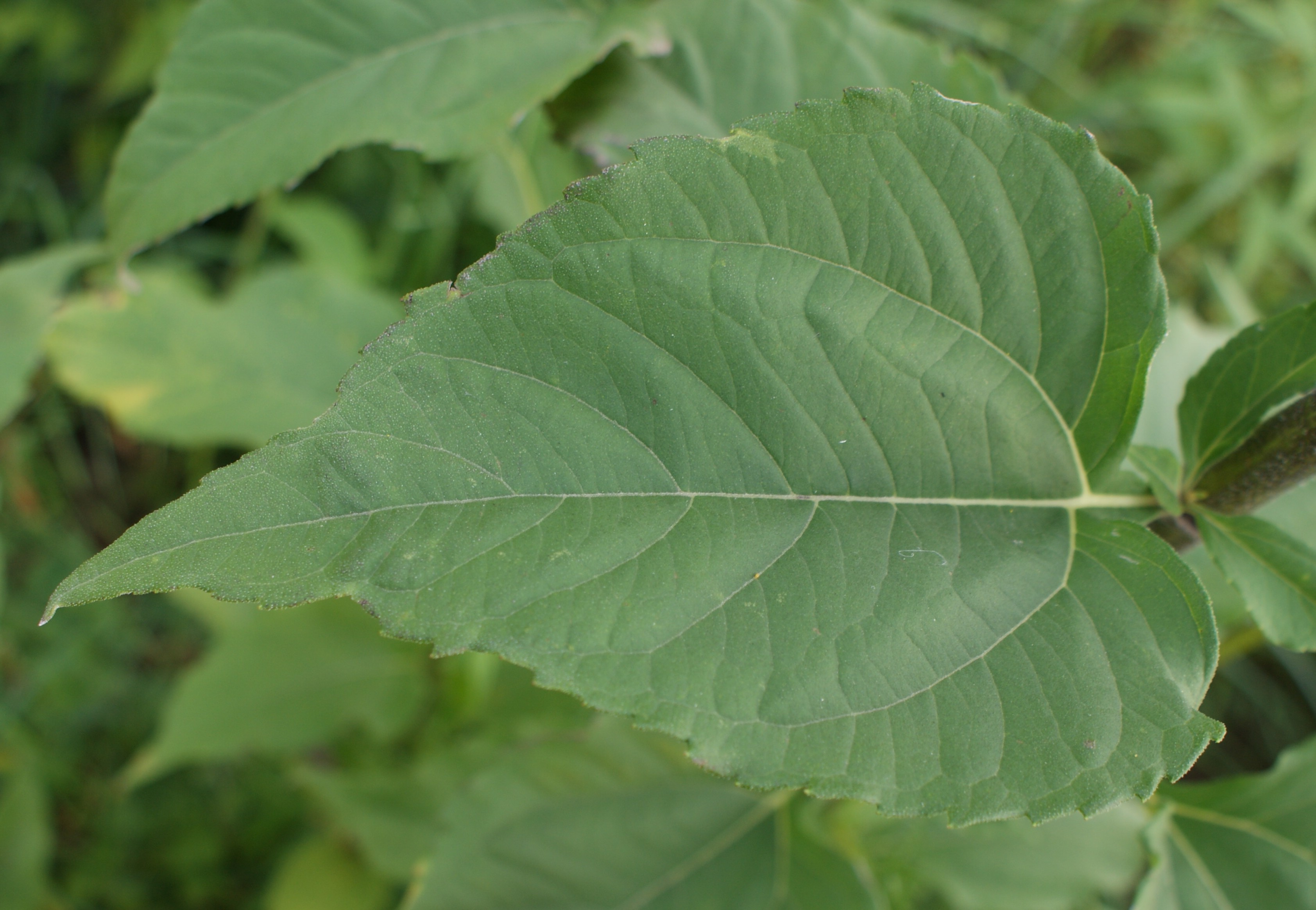
Imatge d'una fulla

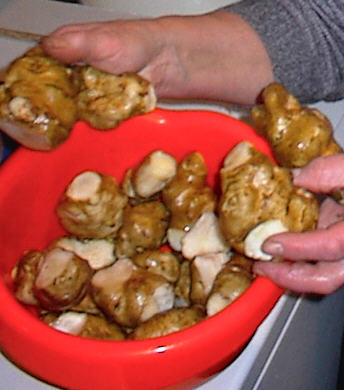
Nyàmeres rentades

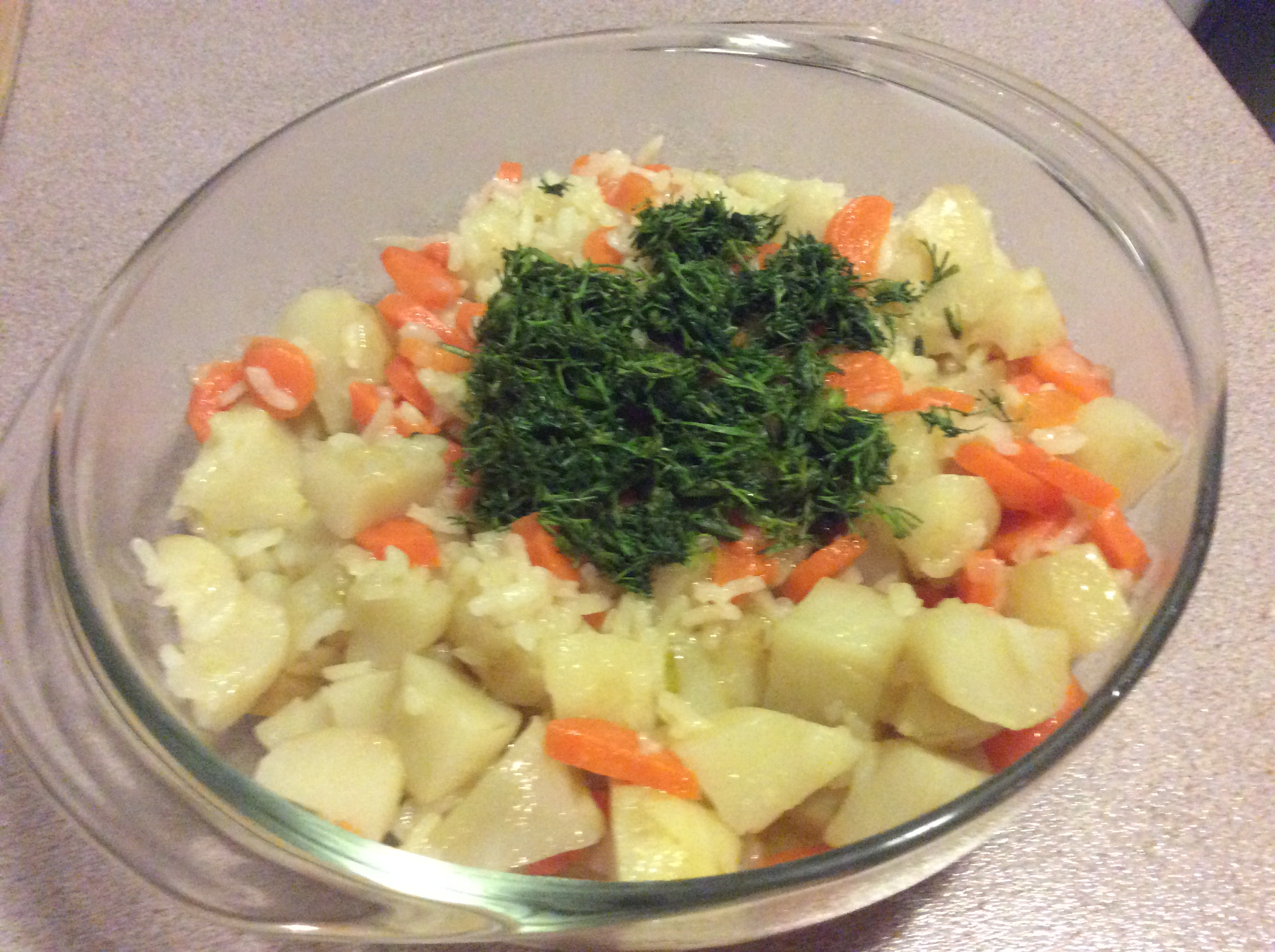
Zeytinyağlı yerelması, plat turc

La nyàmera o patata de canya (Helianthus tuberosus), és una espècie de planta amb flors del gènere Helianthus dins la família de les asteràcies nativa d'Amèrica del Nord.
Addicionalment pot rebre els noms de dimonis, nyàmeres, pataca, pataca de pala, patarota, patata burba, patata de Màlaga, patata moruna, patata setembrera, patates, patates de jardí, patates nyàmeres, ramons, setembres, trumfa nyama i batata de la Noguera. També s'han recollit les variants lingüístiques nyama, nyàmara, nyapes, topinambur, tupinambo i tupinambur.
Arreu del territori espanyol està catalogada com a espècie exòtica invasora. Entre altres, això implica que està prohibit comercialitzar-la i introduir-la al medi natural. Tampoc es poden reintroduir exemplars que hagin estat extrets de la natura.

## Descripció
És una planta herbàcia vivaç rizomatosa que pot atènyer més de metre i mig d'altura. Les seves fulles són entre ovades i lanceolades, dentades, acuminades (amb l'àpex en punta allargada i aguda) i peciolades de disposició oposada. Les flors, sèssils, es troben agrupades en inflorescència en capítols de color groc, pseudants semblants als del gira-sol, però de mida més petita. Els seu rizoma és carnós i d'un color que pot anar de groguenc a vermellós. El fruit és un aqueni.

## Taxonomia
Aquesta espècie va ser publicada per primer cop l'any 1753 a l'obra Species Plantarum de Carl von Linné (1707-1778).

### Sinònims
Els següents noms científics són sinònims d'Helianthus tuberosus:
- Sinònims homotípics

- Helianthus tuberosus var. typicus Cockerell

- Sinònims heterotípics

- Helianthemum tuberosum Garsault
- Helianthus doronicoides Torr. & A.Gray
- Helianthus esculentus Warsz.
- Helianthus pubescens Aiton
- Helianthus serotinus Tausch
- Helianthus spathulatus Elliott
- Helianthus squarrosus Nutt.
- Helianthus strumosus subsp. tomentosus (Michx.) Anashch.
- Helianthus subcanescens (A.Gray) E.Watson
- Helianthus tomentosus Michx.
- Helianthus tuberosus var. albus Cockerell
- Helianthus tuberosus var. alexandri Cockerell
- Helianthus tuberosus var. fusiformis Cockerell
- Helianthus tuberosus f. moldenkeanus F.W. Ostwald
- Helianthus tuberosus var. multituberculatus Cockerell
- Helianthus tuberosus var. nebrascensis Cockerell
- Helianthus tuberosus f. oswaldiae Oswald
- Helianthus tuberosus var. purpurellus Cockerell
- Helianthus tuberosus var. purpureus Cockerell
- Helianthus tuberosus var. subcanescens A.Gray

## Usos
Aquesta espècie, que havia estat important en la dieta dels pobles indígenes nord-americans, va ser introduïda a Europa durant el segle XVII, destinada a l'alimentació humana i animal. També és utilitzada com a planta ornamental per les seves flors. El tubercle, de forma irregular i amb gust de carxofa, havia estat molt utilitzat a la cuina catalana, però avui dia el seu consum és petit. Es pot utilitzar com la patata, també se’n fa conserva en vinagre per acompanyar les amanides. Els tubercles contenen inulina, un glúcid de tipus polisacàrid, que es és tolerat per les persones amb diabetis de tipus 2 i són rics en vitamines B. D'altra banda, la inulina pot causar flatulència.

## Conreu
El seu conreu és senzill, s'adapta bé a qualsevol tipus de sòl, tot i que prefereix els sòls alcalins i llocs a ple sol, tampoc no acostuma a patir malures ni a ser atacada per paràsits. Els tubercles es cullen a partir de la tardor, els que no siguin recollits originaran noves plantes. Les seves minses exigències i la seva facilitat de reproducció vegetativa fan que sigui una planta invasiva, formant colònies clonals, que poden ser difícils d'erradicar.